# Huélaga
Huélaga là một đô thị trong tỉnh Cáceres, Extremadura, Tây Ban Nha. Theo điều tra dân số 2005 (INE), đô thị này có dân số là 191 người.

## Biến động dân số
| 1991 | 1996 | 2001 | 2004 | 2005 | 2007 |
| ---- | ---- | ---- | ---- | ---- | ---- |
| 181  | 213  | 202  | 192  | 191  | 194  |

40°03′B 6°37′T / 40,05°B 6,617°T